# Liste der Mitglieder des Provinziallandtags der Provinz Sachsen (1. Sitzungsperiode)
Diese Liste gibt einen Überblick über die Mitglieder des Provinziallandtags der preußischen Provinz Sachsen in der ersten Sitzungsperiode vom 2. Oktober 1825 bis 27. November 1825.
| Kurie                                 | Wahlbezirk                   | Wahlkreis | Abgeordneter | Anmerkung                                                                                                | Stellvertreter                                                                                     |
| ------------------------------------- | ---------------------------- | --- | --- | --- | -------------------------------------------------------------------------------------------------- |
| Stand der Prälaten, Grafen und Herren | ./.                          | Dom-Kapitel zu Merseburg                                                                                                   | Friedrich von Krosigk | | Domherr von Bodenhausen zu Burgkemnitz                                                             |
| Stand der Prälaten, Grafen und Herren | ./.                          | Dom-Kapitel zu Naumburg | Domdechant Wilhelm Friedrich Ludwig von Zerssen in Naumburg                                                                                            | Stellvertretender Landtags-Marschall                                                                     | Domherr Carl Ludwig Graf von Hopfgarten zu Naumburg                                                |
| Stand der Prälaten, Grafen und Herren | ./.                          | Virilstimme | Graf Henrich zu Stolberg-Wernigerode | Landtags-Marschall                                                                                       | ./.                                                                                                |
| Stand der Prälaten, Grafen und Herren | ./.                          | Virilstimme | Josef Christian Ernst Ludwig Graf zu Stolberg-Stolberg                                                                                                 | Er verließ am 2. November den Landtag und ließ sich durch Graf Hermann zu Stolberg-Wernigerode vertreten | ./.                                                                                                |
| Stand der Prälaten, Grafen und Herren | ./.                          | Virilstimme | Graf August zu Stolberg-Roßla | | ./.                                                                                                |
| Stand der Prälaten, Grafen und Herren | ./.                          | Virilstimme | Herzog Leopold IV. Friedrich von Anhalt-Dessau | als Besitzer des Amts Walternienburg, vertreten durch den Grafen zu Solms                                | ./.                                                                                                |
| Stand der Ritterschaft                | Thüringer Wahlbezirk         | Alt-Querfurtscher Kreis | Major der Kavallerie Rudolph von Geusau zu Farnstädt                                                                                                   | | Hauptmann a. D. Krug von Nidda auf Gatterstedt bei Querfurt                                        |
| Stand der Ritterschaft                | Thüringer Wahlbezirk         | Stift Naumburg-Zeitz | Stiftsdirektor und Hauptmann in 2. Aufgebot der Landwehr Freiherr Hannibal von Hertzberg zu Heuckewalde im Kreis Zeitz                                 | | Rittergutsbesitzer von Haugk zu Silbitz – Kreis Zeitz                                              |
| Stand der Ritterschaft                | Thüringer Wahlbezirk         | Neustädtischer Kreis | Kammerherr Ludwig Franz von Breitenbauch zu Brandenstein im Kreis Ziegenrück                                                                           | | Bürgermeister und Lederfabrikant Knoch zu Blankenburg                                              |
| Stand der Ritterschaft                | Thüringer Wahlbezirk         | Aus den übrigen Kreisen | Landrat August Heinrich Ferdinand von Funcke zu Weißenfels                                                                                             | | Leutnant der Landwehr von Burkersroda zu Burgheßler                                                |
| Stand der Ritterschaft                | Thüringer Wahlbezirk         | Aus den übrigen Kreisen | Freiherr Ottobald von Werthern auf Schloss Beichlingen                                                                                                 | | Premier-Leutnant in der Landwehr von Seebach zu Mariental                                          |
| Stand der Ritterschaft                | Thüringer Wahlbezirk         | Aus den übrigen Kreisen | Stifts-Regierungsrat Friedrich Gottlieb Julius von Bülow zu Beyernaumburg                                                                              | | Königlich sächsischer Rittmeister a. D. von Reinhardt zu Groß Ballhausen                           |
| Stand der Ritterschaft                | Thüringer Wahlbezirk         | Aus den übrigen Kreisen | Kammerherr Wolf von Helldorff zu Wohlmirstedt im Kreis Eckartsberga                                                                                    | | Landrat von Helmoldt zu Coelleda                                                                   |
| Stand der Ritterschaft                | Thüringer Wahlbezirk         | Aus den übrigen Kreisen | Rittmeister Friedrich August von Haeseler zu Haeseler – Kreis Eckartsberga                                                                             | | Bezirks-Direktor Freiherr von Berlepsch zu Seeberg                                                 |
| Stand der Ritterschaft                | Wittenbergscher Wahlbezirk   | Aus dem alten Wittenbergschen Teil                                                                                         | Königlich sächsischer Geheime Rat Graf Karl Ludwig August von Hohenthal in Dölkau bei Leipzig                                                          | | Hauptmann von Seydewitz zu Niemegk                                                                 |
| Stand der Ritterschaft                | Wittenbergscher Wahlbezirk   | Aus dem alten Wittenbergschen Teil                                                                                         | Rittergutsbesitzer Hofmann zu Zahne | | Hofrat von Nostitz zu Neu-Pouch                                                                    |
| Stand der Ritterschaft                | Wittenbergscher Wahlbezirk   | Aus dem Leipziger Teil | Kammerherr Carl Friedrich Rudolph von Grünberg zu Loebnitz                                                                                             | | Königlich sächsischer Kammerherr von Wuthenow in Dresden                                           |
| Stand der Ritterschaft                | Wittenbergscher Wahlbezirk   | Aus dem Meißner Teil | Gutsbesitzer Andreas Christoph Stephan zu Martinskirchen                                                                                               | | Rittmeister a. D. von Boehlen zu Oelzschen                                                         |
| Stand der Ritterschaft                | Wittenbergscher Wahlbezirk   | Aus dem Merseburger Teil                                                                                                   | Stiftsdirektor Major a. D. von Trotha zu Skopau | | Dr. Schilling zu Neuendorf                                                                         |
| Stand der Ritterschaft                | Mansfeldscher Wahlbezirk     | ./. | Kammerherr und Ritter des Johanniter-Ordens Georg Anton Freiherr von Hardenberg zu Ober-Wiederstedt                                                    | | Landrat des Saalkreises und Ritter des Johanniter-Ordens Vollrat Ludolf von Krosigk zu Poplitz     |
| Stand der Ritterschaft                | Mansfeldscher Wahlbezirk     | ./. | Landrat a. D. von Beuermann zu Oppin | | Kreisamtmann a.D, Rudloff von Mücheln bei Wettin                                                   |
| Stand der Ritterschaft                | Mansfeldscher Wahlbezirk     | ./. | Kammerherr von Kerssenbrock zu Heiligenthal | | Rittmeister Koch zu Bennstedt                                                                      |
| Stand der Ritterschaft                | Eichsfeldscher Wahlbezirk    | ./. | Staatsminister und Ritter des roten Adlerordens 1. Klasse Graf Christoph von Keller zu Stedten im Gothaischen                                          | | Gutsbesitzer von Minnigerode zu Bochkelnhagen                                                      |
| Stand der Ritterschaft                | Eichsfeldscher Wahlbezirk    | ./. | Steuerdirektor a. D. von Steinmetzen | | Fürstlich-Schwarzburg-Sondershausenscher Titular-Regierungsrat von Bültzingslöwen zu Sondershausen |
| Stand der Ritterschaft                | Eichsfeldscher Wahlbezirk    | ./. | Oberförster a. D. von Hanstein zu Ershausen | | Großherzoglich Sachsen-Weimarsche Kammerherr Carl Wilhelm von Westernhagen zu Teistungen           |
| Stand der Ritterschaft                | Eichsfeldscher Wahlbezirk    | ./. | Landrat und Ritter des Johanniterordens von s zu Nordhausen                                                                                            | | Hauptmann a. D. von Tettenborn zu Tettenborn                                                       |
| Stand der Ritterschaft                | Magdeburgscher Wahlbezirk    | ./. | Landrat und Ritter des Johanniter-Ordens von Münchhausen zu Neuhaus-Leitzkau                                                                           | | Hauptman a. D. von Bardeleben zu Ziesar                                                            |
| Stand der Ritterschaft                | Magdeburgscher Wahlbezirk    | ./. | Direktor der Kriegsschuldentilgungskommission der beiden Jerichower Kreise, Ritter des roten Adlerordens 3. Klasse von Münchhausen zu Althaus-Leitzkau | | Landrat von Arnim zu Genthin                                                                       |
| Stand der Ritterschaft                | Magdeburgscher Wahlbezirk    | ./. | Deichhauptmann Curt Ferdinand von Byern zu Zabakuck | | Johanniter-Ordensritter von Britzke zu Rosenthal                                                   |
| Stand der Ritterschaft                | Magdeburgscher Wahlbezirk    | ./. | Landrat und Generaldirektor der Magdeburgischen Land-Feuer-Societät Leopold von der Schulenburg-Bodendorf zu Neuhaldensleben                           | | Rittergutsbesitzer Gottlob Nathusius zu Alt-Heldensleben                                           |
| Stand der Ritterschaft                | Magdeburgscher Wahlbezirk    | ./. | Graf von der Schulenburg-Altenhausen | | Rittmeister im Königlichen Generalstab Graf von der Schulenburg                                    |
| Stand der Ritterschaft                | Magdeburgscher Wahlbezirk    | ./. | Landrat Baron Franz von Steinaecker in Calbe | | Rittergutsbesitzer Büchting in Dommersleben                                                        |
| Stand der Ritterschaft                | Halberstädtscher Wahlbezirk  | ./. | Königlicher Kammerherr Graf von der Asseburg zu Gunsleben im Kreis Oschersleben                                                                        | | Rittmeister a. D. von Löwendau zu Göningen                                                         |
| Stand der Ritterschaft                | Halberstädtscher Wahlbezirk  | ./. | Erbmarschall des Fürstentums Halberstadt Baron von Roessing zu Börsel                                                                                  | | Oberst-Lieutnant a. D. von Haindl zu Nienhagen                                                     |
| Stand der Ritterschaft                | Halberstädtscher Wahlbezirk  | ./. | Major und Generaladjutant des Herzogs Carl von Mecklenburg von Wulfen zu Berlin                                                                        | | Hofrat Heinbach zu Langeln                                                                         |
| Stand der Städte                      | Thüringischer Kreis          | Erfurt | Tuchfabrikant Nicolaus Ernst Bethmann Bernhardi | | Tabakfabrikant Friedrich Wilhelm Hoffmann                                                          |
| Stand der Städte                      | Thüringischer Kreis          | Naumburg | Magistrats-Syndikus Rasch | | Oberkämmerer Trähnhard                                                                             |
| Stand der Städte                      | Thüringischer Kreis          | Langensalza | Bürgermeister Kahlert | | Rathmann und Justitiarius Thilo                                                                    |
| Stand der Städte                      | Thüringischer Kreis          | Zeitz und Weißenfels | Königlich sächsischer Kammerdirektor a. D. von Ponickau in Zeitz                                                                                       | | Bürgermeister und Akzise-Direktor Oeltzen in Weißenfels                                            |
| Stand der Städte                      | Thüringischer Kreis          | Suhl und Schleusingen | Ratsmann Ruck zu Suhl | | Gastwirt Christ. Emanuel Menz zu Schleusingen                                                      |
| Stand der Städte                      | Thüringischer Kreis          | Übrige Städte: Im Sangerhäuser, Weißenfelser und Querfurter Kreis                                                          | Bürgermeister Tanschert zu Sangerhausen | | Bürgermeister Jahn zu Kelbra                                                                       |
| Stand der Städte                      | Thüringischer Kreis          | Übrige Städte: Im Eckartsbergaer, Weißenseer, Langensalzaer und Ziegenrücker Kreis                                         | Ratmann und Hofrat Dr. jur. Brandis zu Tennstedt | | Materialhändler, Oberamtmann August Ludwig Kastendieck zu Gebesee                                  |
| Stand der Städte                      | Wittenbergscher Kreis        | Wittenberg | Syndicus Dr. Jungwirth | | Senator Licentiat Schlockwerder                                                                    |
| Stand der Städte                      | Wittenbergscher Kreis        | Torgau und Merseburg | Pächter des Domänen-Vorwerks Werder, Leutnant a. D. Agner zu Merseburg                                                                                 | | Buchdruckereibesitzer Kobitzsch zu Magdeburg                                                       |
| Stand der Städte                      | Wittenbergscher Kreis        | Für die übrigen Städte | Bürgermeister August Wilhelm Schulze zu Delitzsch | | Stadtsyndicus Vogel zu Brehne                                                                      |
| Stand der Städte                      | Mansfeldscher Kreis          | Halle | Pfänner und pfännerschaftliche Syndicus Justizrat Dr. Friedrich Dryander                                                                               | | Bürgermeister Dr. Carl Albert Ferdinand Mellin                                                     |
| Stand der Städte                      | Mansfeldscher Kreis          | Für die übrigen Städte | Bürgermeister Sander zu Alsleben | | Kaufmann Friedrich Finger zu Wettin                                                                |
| Stand der Städte                      | Eichsfelder Wahlbezirk       | Mühlhausen | Kaufmann und Fabrikant Christian Lutheroth | | Materialist, Ökonom und Metzger Christoph Gottfried Schmied                                        |
| Stand der Städte                      | Eichsfelder Wahlbezirk       | Nordhausen | Bürgermeister Hofrat Carl Wilhelm Ferdinand Seiffart                                                                                                   | Biografie auf NordhausenWiki                                                                             | Gastwirt und Kaufmann Gotthard Kettenbeil                                                          |
| Stand der Städte                      | Eichsfelder Wahlbezirk       | Für die übrigen Städte | Bürgermeister Buse zu Ellrich | | Bürgermeister Sieffert in Treffurt                                                                 |
| Stand der Städte                      | Magdeburger Wahlbezirk       | Magdeburg | Oberbürgermeister, Landrat August Wilhelm Francke | | Stadtkämmerer Fabricius                                                                            |
| Stand der Städte                      | Magdeburger Wahlbezirk       | Magdeburg | Kaufmann Friedrich August Morgenstern | | Kaufmann Schartow                                                                                  |
| Stand der Städte                      | Magdeburger Wahlbezirk       | Burg, Schönebeck und Calbe                                                                                                 | Bürgermeister von Hartwig in Burg | | Kaufmann und Mühlenbesitzer Grunow zu Calbe                                                        |
| Stand der Städte                      | Magdeburger Wahlbezirk       | Neustadt-Magdeburg, Sudenburg und die übrigen Städte der Kreise Calbe und Wanzleben                                        | Bürgermeister Oetting in Barby | | Gutsbesitzer und Holzhändler Oehlschläger in Acken                                                 |
| Stand der Städte                      | Magdeburger Wahlbezirk       | Die übrigen Städte des Neuhaldenslebener, Wolmirstedter, des ersten und zweiten Jerichower Kreises und die Stadt Oebisfeld | Bürgermeister Staegemann in Hadmersleben | | Brandweinbrenner und Ackerbürger Carl Krone in Neuhaldesleben                                      |
| Stand der Städte                      | Halberstädtischer Wahlbezirk | Halberstadt | Kaufmann Jacob Bertog | | Kaufmann Gottfried Mangler                                                                         |
| Stand der Städte                      | Halberstädtischer Wahlbezirk | Quedlinburg | Kommerzienrat Tuchfabrikant Krage | | Tuchfabrikant Kranz                                                                                |
| Stand der Städte                      | Halberstädtischer Wahlbezirk | Aschersleben | Kaufmann Carl Staebe senior | | Wollwarenfabrikant Tuch                                                                            |
| Stand der Städte                      | Halberstädtischer Wahlbezirk | Die übrigen Städte | Kaufmann Friedrich Roel in Wernigerode | | Ackerbürger Günterstein zu Hornburg                                                                |
| Stand der Landgemeinden               | Thüringischer Wahlbezirk     | Für die Kreise Schleusingen und Erfurt                                                                                     | Schultheiß Johann Adam Schmidt zu Schmiedefeld – Kreis Schleusingen                                                                                    | | Gemeinde-Amtmann Wilhelm Kastner zu Gispersleben Kiliani – Kreis Erfurt                            |
| Stand der Landgemeinden               | Thüringischer Wahlbezirk     | Für die Kreise Sangerhausen, Querfurt und Weißenfels                                                                       | Amtsverwalter Gottfried Koegel zu Blankenheim – Kreis Sangerhausen                                                                                     | | Amt-Land-Schöppe Johann Christoph Langrock zu Groß-Corbetha – Kreis Weißenfels                     |
| Stand der Landgemeinden               | Thüringischer Wahlbezirk     | Für die Kreise Langensalza, Weißensee und Eckartsberga                                                                     | Schulze Dr. med. Friedrich Wilhelm Hartung zu Großengottern – Kreis Langensalza                                                                        | | Schulze Carl Friedrich Buchrodt zu Ober-Heldrungen – Kreis Eckartsberg                             |
| Stand der Landgemeinden               | Thüringischer Wahlbezirk     | Für die Kreise Naumburg, Zeitz und Ziegenrück                                                                              | Schöppe und Gutsbesitzer Johann Gottlieb Schröder zu Grana – Kreis Zeitz                                                                               | | Richter und Gutsbesitzer Kroeber zu Zettweil – Kreis Zeitz                                         |
| Stand der Landgemeinden               | Wittenberger Wahlbezirk      | Für den Wittenberger, Schweinitzer und einen Teil des Bitterfelder Kreises                                                 | Gutsbesitzer Johann August Hammer zu Boos – Kreis Wittenberg                                                                                           | | Landschulze Andreas Mathias zu Bloehnsdorf – Kreis Wittenberg                                      |
| Stand der Landgemeinden               | Wittenberger Wahlbezirk      | Für den Merseburger, den anderen Teil des Bitterfelder und einen Teil des Delitzscher Kreises                              | Amtsschulze Tobias Fuß zu Holleben – Kreis Merseburg                                                                                                   | | Ackermann Christian August Terre zu Mochenitz – Kreis Delitzsch                                    |
| Stand der Landgemeinden               | Wittenberger Wahlbezirk      | Für den Torgauer, Liebenwerdaer und den anderen Teil des Delitzscher Kreises                                               | Lehnschulze Friedrich Blücher zu Nauendorf – Kreis Delitzsch                                                                                           | | Oberrichter Karl Gottlieb Erdmann zu Kathewitz – Kreis Torgau                                      |
| Stand der Landgemeinden               | Mansfelder Wahlbezirk        | ./. | Schulze Kobe zu Volkstedt – Mansfelder Seekreis | | Schulze Martin Friedrich Diedecke zu Alsleben – Mansfelder Seekreis                                |
| Stand der Landgemeinden               | Eichsfelder Wahlbezirk       | Für die Kreise Nordhausen und Worbis                                                                                       | Gutsbesitzer Friedrich Nebelung zu Klein-Wechsungen – Kreis Nordhausen                                                                                 | | Gutsbesitzer Wilhelm Andreas Thielemann zu Klein-Furra – Kreis Nordhausen                          |
| Stand der Landgemeinden               | Eichsfelder Wahlbezirk       | Für die Kreise Heiligenstadt und Mühlhausen                                                                                | Amtmann und Gutsbesitzer Koch zu Wahlhausen – Kreis Heiligenstadt                                                                                      | | Erbpächter Arends zu Hoengeda – Kreis Mühlhausen                                                   |
| Stand der Landgemeinden               | Magdeburger Wahlbezirk       | Für die KreiseaMagdeburg, Calbe, Wansleben, Wolmirstedt und Neuhaldensburg                                                 | Ortsvorsteher Carl Meißner zu Germersleben – Kreis Wansleben                                                                                           | | Ortsvorsteher Andreas Sebastian Schmock zu Atzendorf – Kreis Calbe                                 |
| Stand der Landgemeinden               | Magdeburger Wahlbezirk       | Für die beiden Jerichower Kreise                                                                                           | Orts- und Kreisschulze Johann Friedrich Sachse zu Lostau – 2. Jerichower Kreis                                                                         | | Schulze und Ackermann Andreas Dieckmann zu Gladau – 2. Jerichower Kreis                            |
| Stand der Landgemeinden               | Halberstädtischer Wahlbezirk | ./. | Amtmann Gottlieb Schuchardt zu Badersleben – Kreis Oschersleben                                                                                        | | Ackermann Berthold Wische zu Athenstedt – Kreis Halberstadt                                        |